# 法齐奥·法布里尼
法齐奥·法布里尼（義大利語：Fazio Fabbrini，1926年2月5日—2018年12月10日），意大利政治家，曾担任锡耶纳市长（1965年-1966年）、参议员（1968年-1976年）、欧洲议会议员（1970年-1976年）。

## 生平
1965年，法齐奥当选为锡耶纳市市长。
1968年的政治选举中，时年42岁的他当选为参议员，是意大利共和国最年轻的参议员之一。
1970年10月，参议院选举法齐奥为欧洲议会议员。